# ناوشکن کلاس کاگرو
ناوشکن کلاس کاگرو (به انگلیسی: Kagerō-class destroyer) یک کلاس از کشتی است که طول آن ۱۱۸٫۵۰ متر (۳۸۸ فوت ۹ اینچ) می‌باشد.